# Kiribati hívójelkörzetei
Kiribati hívójelkörzetei az országhoz tartozó szigetcsoportok szerint lett kialakítva.
Kiribati számára az ITU a T3 hívójelprefixet osztotta ki.

## Kiribati hívójelkörzetei[1][2][3]
| Prefix | Körzet | Hely/jelleg         | ITU zóna | CQ zóna | QTH-lokátor |
| ------ | ------ | ------------------- | -------- | ------- | ----------- |
| T3     | 0      | Gilbert-szigetek    | 65       | 31      | RI78        |
| T3     | 1      | Phoenix-szigetek    | 62       | 31      | AI46        |
| T3     | 2      | Line (Sor)-szigetek | 61       | 31      | BJ11        |
| T3     | 2      | Line (Sor)-szigetek | 63       | 31      | BI25        |
| T3     | 3      | Banaba              | 65       | 31      | RI49SD      |

## Lajstromjel
Vízi és légi járművek lajstromjelezéséhez a T3 prefixet használják.